# Полюбилася я…
«Полюбилася я…» — вірш Тараса Шевченка, написаний на засланні 1848 року на Косаралі.

## Написання
Збереглося кілька чистових автографів вірша: автограф у «Малій книжці»; автограф у «Більшій книжці»; та першодрук у журналі «Народное чтение» (1860 рік, № 1, стор. 147). Автографи не датовано.
Вірш датується дослідниками за місцем автографа у «Малій книжці» серед творів 1848-го та часом зимівлі Аральської описової експедиції в 1848—1849 роках на Косаралі, орієнтовно: кінець вересня — грудень 1848 року, місце написання — Косарал.
Найраніший відомий текст — чистовий автограф у «Малій книжці», до якої вірш переписано під № 28 у шостому зшитку за 1848 рік, орієнтовно наприкінці 1849-го чи на початку 1850 року (до арешту 23 квітня), з невідомого ранішого автографа. Під час переписування Шевченко виправив описку в рядку 11. 1858 року, не раніше 18 березня і не пізніше 22 листопада, він переніс вірш з «Малої книжки» до «Більшої книжки», замінивши слово в рядку 5 та рядок 11. Публікацію в журналі «Народное чтение» (1860 рік, № 1) здійснено за текстом «Більшої книжки» з неточністю в рядку 5. Вірш «Полюбилася я…» надруковано останнім серед чотирьох Шевченкових творів під загальною назвою «Малороссийские стихотворения» без прізвища автора. Тут же подано російський переклад О. М. Плещеєва.
Найімовірніше, з «Малої книжки» вірш переписано до рукописного списку невідомої особи з окремими виправленнями Шевченка кінця 1850-х років, що належав Л. М. Жемчужникову і не зберігся. Деякі відміни цього списку подав О. Я. Кониський. У вірші «Полюбилася я…», який він наводить повністю, більша частина рядків ідентична тексту «Малої книжки», зокрема рядок 11; рядки — 1 — 2 («Полюбилась би я, Одружилась би я»), 4 («Лиха доля моя»), 5 («Люде добрі його»), 7 («Та привезли до прийому») відрізняються за текстом від обох автографів.

## Публікація
Вперше вірш введено до збірки творів у виданні: «Кобзарь Тараса Шевченка / Коштом Д. Е. Кожанчикова» (СПб., 1867 рік, стор. 477), де текст вірша подано за «Більшою книжкою», і того ж року за цим виданням у книжці: «Поезії Тараса Шевченка» (Львів, 1867 рік, том 2, стор. 239).

## Сюжет
На вірші позначилися мотиви народних пісень сирітсько-вдовиного та рекрутського циклів. Деяка тематична подібність — знівечене життя молодої жінки, текстові збіги (рефрен «Така доля моя…») поєднують цей твір з піснею «Чи я в лузі не калина була…».

## Музика
Музику до твору писали С. В. Рахманінов, М. В. Лисенко, О. Т. Дзбанівський, І. Н. Шамо й інші.